# Saint-Vincent-de-Paul (Landes)
Saint-Vincent-de-Paul település Franciaországban, Landes megyében. Lakosainak száma 3384 fő (2022. január 1.). Saint-Vincent-de-Paul Candresse, Gourbera, Pontonx-sur-l’Adour, Saint-Paul-lès-Dax, Téthieu, Yzosse és Laluque községekkel határos.

## Népesség
A település népessége az elmúlt években az alábbi módon változott:
| Lakosok száma | 1557 | 1696 | 1775 | 2859 | 3048 | 3082 | 3126 | 3307 | 3337 | 3384 |
|               | 1968 | 1982 | 1990 | 2006 | 2013 | 2015 | 2017 | 2019 | 2020 | 2022 |